# Parafia bł. Ignacego Kłopotowskiego w Otwocku
Parafia błogosławionego Ignacego Kopotowskiego w Otwocku – parafia rzymskokatolicka należąca do dekanatu otwockiego, diecezji warszawsko-praskiej, metropolii warszawskiej Kościoła katolickiego. Powstała w 2005 z podziału parafii św. Wincentego a Paulo w Otwocku. Kościół parafialny w budowie od 2008.
Parafia ma siedzibę przy ulicy Andriollego 73. Jest obsługiwana przez księży diecezjalnych.